# Santiago Rodríguez
Pour les articles homonymes, voir Santiago Rodríguez (homonymie).
Santiago Rodríguez est l'une des 32 provinces de la République dominicaine. Son chef lieu est San Ignacio de Sabaneta. Elle est limitée au nord par les provinces de Monte Cristi et Valverde, à l'ouest par celle de Santiago, au sud par celles de San Juan et de Elías Piña et à l'ouest par celle de Dajabón.